# Obencadura

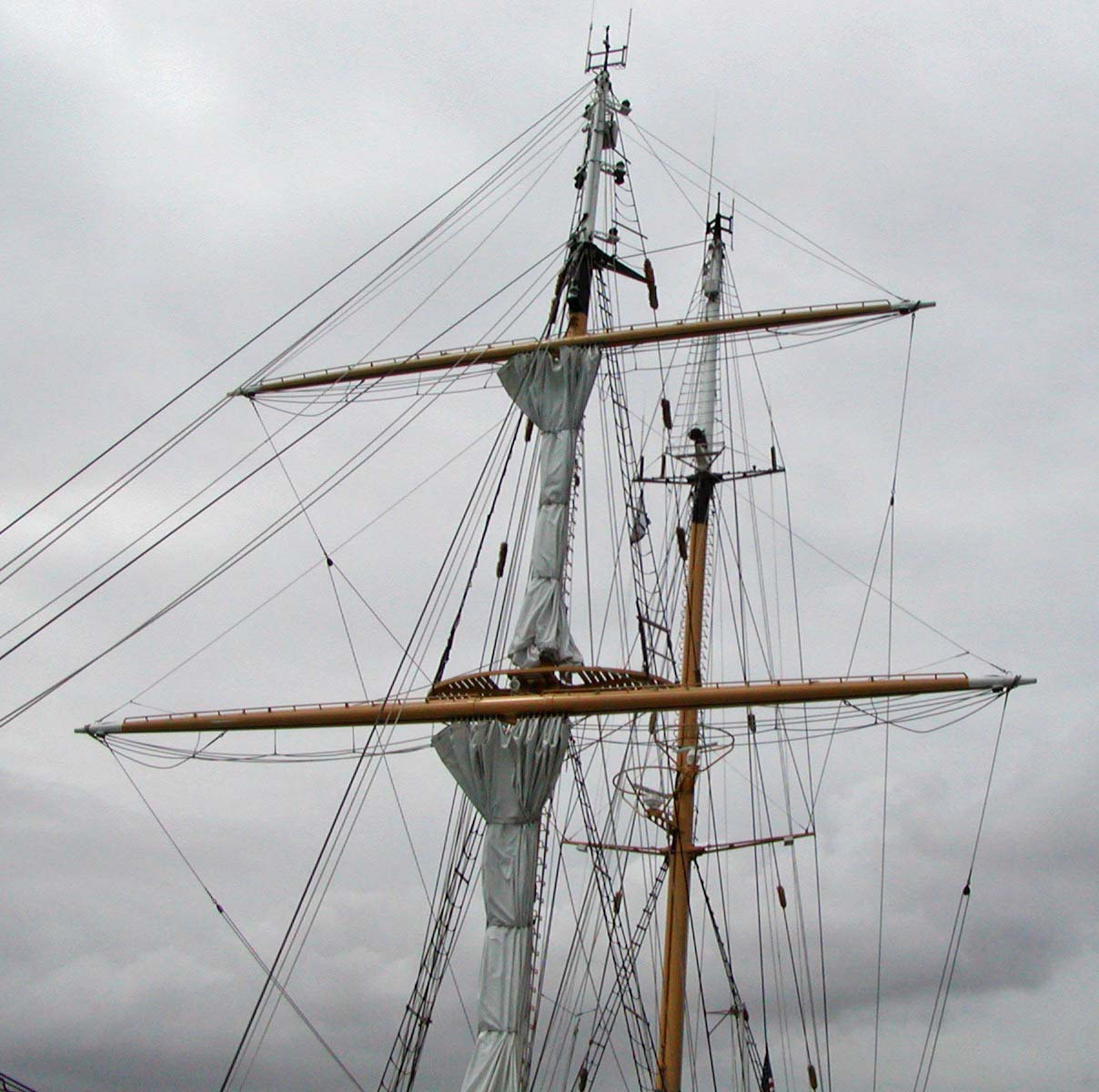
Obencadura de un bergantín

En náutica, la obencadura es el conjunto de obenques de todos los palos y masteleros en general y el de cada uno de ellos en particular. 
Cuando en este último caso se habla de una banda, se denomina también tabla de jarcia. Antiguamente, se llamaba obenquería.

## Expresiones relacionadas
- Templar la obencadura. Dar igual tensión a los cables que la compone.
- Hacer por la obencadura. Actuar un peso u otra potencia cualquiera contra un punto fijo.